# Breedvoetbuidelmuizen
Breedvoetbuidelmuizen (Antechinus) vormen een geslacht van echte roofbuideldieren dat voorkomt in Australië, voornamelijk in het oosten. De wetenschappelijke naam van het geslacht werd in 1841 gepubliceerd door William Sharp Macleay. De soorten uit de Australische geslachten Pseudantechinus, Parantechinus en Dasykaluta werden tot de jaren 60 en 80 van de 20e eeuw ook tot Antechinus gerekend, net als de Nieuw-Guinese geslachten Micromurexia, Murexechinus en Phascomurexia tot 1998 of 2002.

## Uiterlijk en leefwijze
De leden van het geslacht Antechinus zijn vrij kleine buidelmuizen met brede voeten en een dunne staart. Sommige soorten leven in bomen; allemaal bouwen ze nesten van droge bladeren. Ze eten voornamelijk ongewervelden, maar soms ook kleine gewervelden.

## Voortplanting
Een zeer opmerkelijk kenmerk van de voortplanting bij verschillende breedvoetbuidelmuizen is het feit dat mannelijke dieren slechts eenmaal in hun leven kunnen paren ten gevolge van hormonale verstoringen die met de paartijd samenhangen. De breedvoetbuidelmuizen delen dit kenmerk met de penseelstaartbuidelmuizen, de gespikkelde buidelmuis en de dwergbuidelmarter.
Jonge breedvoetbuidelmuizen leven enige maanden na de geboorte in een gemeenschappelijk nest. Na ongeveer een jaar zijn ze geslachtsrijp en twee tot drie maanden voor de paartijd, meestal in de Australische lente (augustus of september), gaan de mannelijke breedvoetbuidelmuizen op zoek naar een territorium. In deze periode worden ze onderling zeer agressief doordat het testosterongehalte in het bloed verdubbelt: de hoeveelheid van dit hormoon stijgt van 400 nanoliter naar 800 nanoliter per 100 ml bloedplasma. Tijdens de paartijd stijgt bovendien het cortisolgehalte in het bloed sterk. De paring kan bij breedvoetbuidelmuizen vijf tot zes uur duren. In de twee weken die de paartijd duurt beginnen de hormonale verstoringen (vooral die van cortisol) langzaam hun tol te eisen bij de mannelijke diertjes. Het lichaamsgewicht daalt sterk, de bijnieren zijn sterk vergroot, er ontstaan stressulcera in het maag-darmkanaal en het immuunsysteem wordt onderdrukt waardoor de vatbaarheid voor parasieten toeneemt. Uiteindelijk sterven de mannelijke breedvoetbuidelmuizen door volledige uitputting. Een reden van de massale sterfte onder de mannelijke dieren kan zijn dat er hierdoor meer voedsel en beschutting is voor de vrouwelijke breedvoetbuidelmuizen en hun jongen in de winter.
Bovenstaand fenomeen is vooral goed onderzocht bij de bruine breedvoetbuidelmuis (Antechinus stuartii). Wanneer mannelijke dieren van deze soort niet bloot werden gesteld aan stress, konden ze een levensduur van twee jaar bereiken in tegenstelling tot het eenjarige leven van hun soortgenoten in het wild.

## Soorten
Dit geslacht omvat de volgende soorten:
- Antechinus adustus (Thomas, 1923)
- Antechinus agilis Dickman, Parnaby, Crowther, & King, 1998
- Antechinus argentus Baker, Mutton, & Hines, 2013[4]
- Antechinus arktos Baker, Mutton, Hines, & Van Dyck, 2014[5]
- Antechinus bellus (Thomas, 1904)
- Antechinus flavipes (Waterhouse, 1838) – Geelvoetbuidelmuis
- Antechinus godmani (Thomas, 1923)
- Antechinus leo Van Dyck, 1980
- Antechinus mimetes (Thomas, 1924)[6]
- Antechinus minimus (Geoffroy Saint-Hilaire, 1803)
- Antechinus mysticus Baker, Mutton, & Van Dyck, 2012[7]
- Antechinus stuartii Macleay, 1841 – Stuarts breedvoetbuidelmuis
- Antechinus subtropicus Van Dyck & Crowther, 2000
- Antechinus swainsonii (Waterhouse, 1840)
- Antechinus vandycki Baker, Mutton, Mason, & Gray, 2015[6]